# ÖNWB XIX
Az ÖNWB XIX egy gyorsvonati szerkocsis gőzmozdonysorozat volt az Österreichische Nordwestbahnnál (ÖNWB).
Miután a vonatok tömege folyamatosan nőtt, az ÖNWB-nek is szüksége volt nagyobb teljesítményű gyorsvonati mozdonyokra. A 2C tengelyelrendezésű mozdonyokat választották.  StEG megbízást kapott négy mozdony megépítésére háromhengeres kompaund és négyhengeres kompaund változatban. Mind a nyolc mozdony 1904-ben készült el. A négyhengeres változatot a XIX sorozatba osztották be.
Valamennyi henger az első tengelyt hajtotta. 45 km/h sebességnél a teljesítményük 1050 LE volt. Annak ellenére, hogy a mozdonyok jól beváltak, nem rendeltek belőlük többet, mert a túlhevített gőzűek jobbnak bizonyultak.
Az ÖNWB 1909-es államosítása után az osztrák cs. kir. Államvasutak (k.k. österreichischen Staatsbahnen, kkStB) a négy XIX sorozatú mozdonyt a kkStB 209 sorozatra számozta át.
Az első világháborút követően  valamennyi 209-es sorozatú mozdony a Csehszlovák Államvasutakhoz került a ČSD 354.2 sorozatba. Az 1930-as években átépítették őket kéthengeres túlhevítősökké és átsorolták őket a ČSD 364.2 sorozatba. A ČSD 354.3 sorozatot szintén átépítették és átszámozták 364.2 sorozatúra.

## Fordítás
- Ez a szócikk részben vagy egészben  az   ÖNWB XIX című német Wikipédia-szócikk fordításán alapul.  Az eredeti cikk szerkesztőit annak laptörténete sorolja fel. Ez a jelzés csupán a megfogalmazás eredetét és a szerzői jogokat jelzi, nem szolgál a cikkben szereplő információk forrásmegjelöléseként.